# Sequanere
Sequanerne eller Sequanierne  var en gallisk stamme, der boede i Arar-flodens øvre flodbassin (Saône), Doubs-dalen og Jurabjergene under jernalderen og den romerske periode.

## Geografi
Sequanernes landområde svarede nogenlunde til det nuværende Franche-Comté og dele af Bourgogne. Jurabjergene adskilte Sequani fra helvetierne mod øst, men bjergene tilhørte sequanerne, da det smalle pas mellem Rhone og Genèvesøen var sequansk. De kontrollerede dog ikke det område, hvor Saônes løber ud i Rhône, da helvetierne plyndrede hæduernes landområde dér. Trækker man en linje vestpå fra Jura, kan man estimere sydgrænsen til at ligge omkring Mâcon, men Mâcon tilhørte hæduerne. Strabon skriver, at Saône adskiller sequanerne fra hæduerne og lingonerne, hvilket betyder, at sequanerne kun lå på venstre eller østlige bred af Saône. I det nordøstlige hjørne grænsede sequanernes landområde op til Rhinen.